# Incontri internazionali di rugby a 15 di metà anno 1991
A metà anno è tradizione che le selezioni di rugby a 15, europee in particolare, ma non solo, si rechino fuori dall'Europa o nell'emisfero sud per alcuni test. Si disputano però anche molti incontri tra nazionali dello stesso emisfero Sud.
Nel 1991 tutta l'attenzione è relativa alla preparazione della Coppa del Mondo di rugby 1991 in programma ad ottobre in Gran Bretagna.

## Bledisloe Cup Series
Doppia sfida per l'assegnazione della Bledisloe Cup: il titolo resta alla Nuova Zelanda (detentrice)
| Sydney 10 agosto 1991 | Australia | 21 – 12 | Nuova Zelanda | Football Stadium |

| Auckland 24 agosto 1991 | Nuova Zelanda | 6 – 3 | Australia | Eden Park |

## I tour preparatori alla Coppa del Mondo

### Le squadre europee
- Scozia in Nordamerica: una squadra sperimentale si reca in USA e Canada

| Hardford 18 maggio 1991 | Stati Uniti | 12 – 41 | Scozia XV |  |

| Saint John 25 maggio 1991 | Canada | 24 – 19 | Scozia XV |  |

- Francia negli USA: due facili vittorie.

| Denver 13 luglio 1991 | Stati Uniti | 9 – 41 | Francia |  |

| Colorado Springs 20 luglio 1991 | Stati Uniti | 3 – 10 | Francia |  |

- Inghilterra in Australia e Figi: tour preparatorio per il mondiale, con pesante sconfitta (15-40) con l'Australia.

| Suva 20 luglio 1991 | Figi | 12 – 28 | Inghilterra |  |

| Sydney 27 luglio 1991 | Australia | 40 – 15 | Inghilterra | Football stadium |

- Irlanda in Namibia: due clamorose sconfitte per gli irlandesi.

| Windhoek 20 luglio 1991 | Namibia | 15 – 6 | Irlanda |  |

| Windhoek 27 luglio 1991 | Namibia | 26 – 15 | Irlanda |  |

- Galles in Australia: una pesantissima sconfitta (6-36) con i Wallabies, ma anche dal New South Wales (8-71)

| Brisbane 22 luglio 1991 | Australia | 63 – 6 | Galles | (Ballymore Stadium) |

- L'Italia subisce due pesanti sconfitte in Namibia.

| Windhoek 15 gennaio 1991 | Namibia | 17 – 7 | Italia |  |

| Tsumeb 18 gennaio 1991 | North Namibia | 6 – 48 | Italia XV |  |

| Windhoek 22 gennaio 1991 | Namibia | 33 – 19 | Italia |  |

- Romania in Nuova Zelanda: per preparare il campionato mondiale la Romania si reca in Nuova Zelanda dove perde 30-60 contro gli All Blacks

| Auckland 9 luglio 1991 | Nuova Zelanda XV | 60 – 30 | Romania Romania | Eden Park |

### Nazionali del Pacifico
- Figi in Australia e Nuova Zelanda: le Figi visitano Australia e Nuova Zelanda per alcuni incontri con selezioni provinciali e statali.

- Samoa in Nuova Zelanda e Australia: le Samoa visitano la Nuova Zelanda per una serie di incontri contro delle selezioni provinciali, e più tardi in Australia, limitandosi a due incontri contro gli Australian Barbarians (praticamente la seconda squadra nazionale) (vinta 36-24) e contro l'A.C.T. (sconfitta 12-21).

- Tonga visita le isole Figi dove perde entrambi i test (4-34 e 7-19)

| Roturoa 8 giugno 1991 | Figi | 34 – 4 | Tonga |  |

| Auckland 11 giugno 1991 | Figi | 19 – 7 | Tonga |  |

- Nuova Zelanda in Argentina: gli All Blacks completano la preparazione per i mondiali in Argentina dove conquistano due facili vittorie con i Pumas (24-14 e 36-6)

| Buenos Aires 6 luglio 1991 | Argentina | 14 – 28 | Nuova Zelanda | Estadio J.Amalfitani |

| Buenos Aires 13 luglio 1991 | Argentina | 6 – 36 | Nuova Zelanda | Estadio J.Amalfitani |

### Altre nazionali
- Il Giappone visita Stati Uniti e Canada. Più tardi affronta Hong Kong.

| [[Blaine]] 27 aprile 1991 | Stati Uniti | 20 – 9 | Giappone |  |

| Chicago 4 maggio 1991 | Stati Uniti | 27 – 15 | Giappone |  |

| Vancouver 11 maggio 1991 | Canada | 49 – 26 | Giappone |  |

| 1º luglio 1991 | Giappone XV | 32 – 6 | Hong Kong |  |

- La Namibia Namibia visita il Portogallo:

| Lisbona 24 maggio 1991 | Portogallo | 12 – 34 | Namibia |  |

- Lo Zimbabwe sfida più volte la Namibia

| Windhoek 8 luglio 1991 | Namibia | 53 – 9 | Zimbabwe |  |

| Windhoek 1991 | Namibia | 34 – 15 | Zimbabwe |  |

| Harare agosto 1991 | Zimbabwe | 19 – 22 | Namibia |  |

| Harare agosto 1991 | Zimbabwe | 16 – 23 | Namibia |  |

## Ultimi test prima della Coppa del Mondo
- Si disputano altri test nell'immediata vicinanza alla coppa del mondo:

| Bucarest 31 agosto 1991 | Romania | 18 – 12 | Scozia |  |

| Cardiff 4 settembre 1991 | Galles | 9 – 22 | Francia | (Arms Park) |

| Tokyo 7 settembre 1991 | Giappone | 42 – 3 | Hong Kong | (Edogawa) |

| Londra 7 settembre 1991 | Inghilterra XV | 53 – 0 | Unione Sovietica | (Twickenham) |